# Hardinvast
Hardinvast é uma comuna francesa na região administrativa da Normandia, no departamento Mancha. Estende-se por uma área de 7,31 km². Em 2010 a comuna tinha 915 habitantes (densidade: 125,2 hab./km²).